# Cefisodoto il Vecchio
Cefisodoto detto il Vecchio (in greco antico: Κηφισόδοτος?, Kephisòdotos; 410 a.C. circa) è stato uno scultore greco antico.

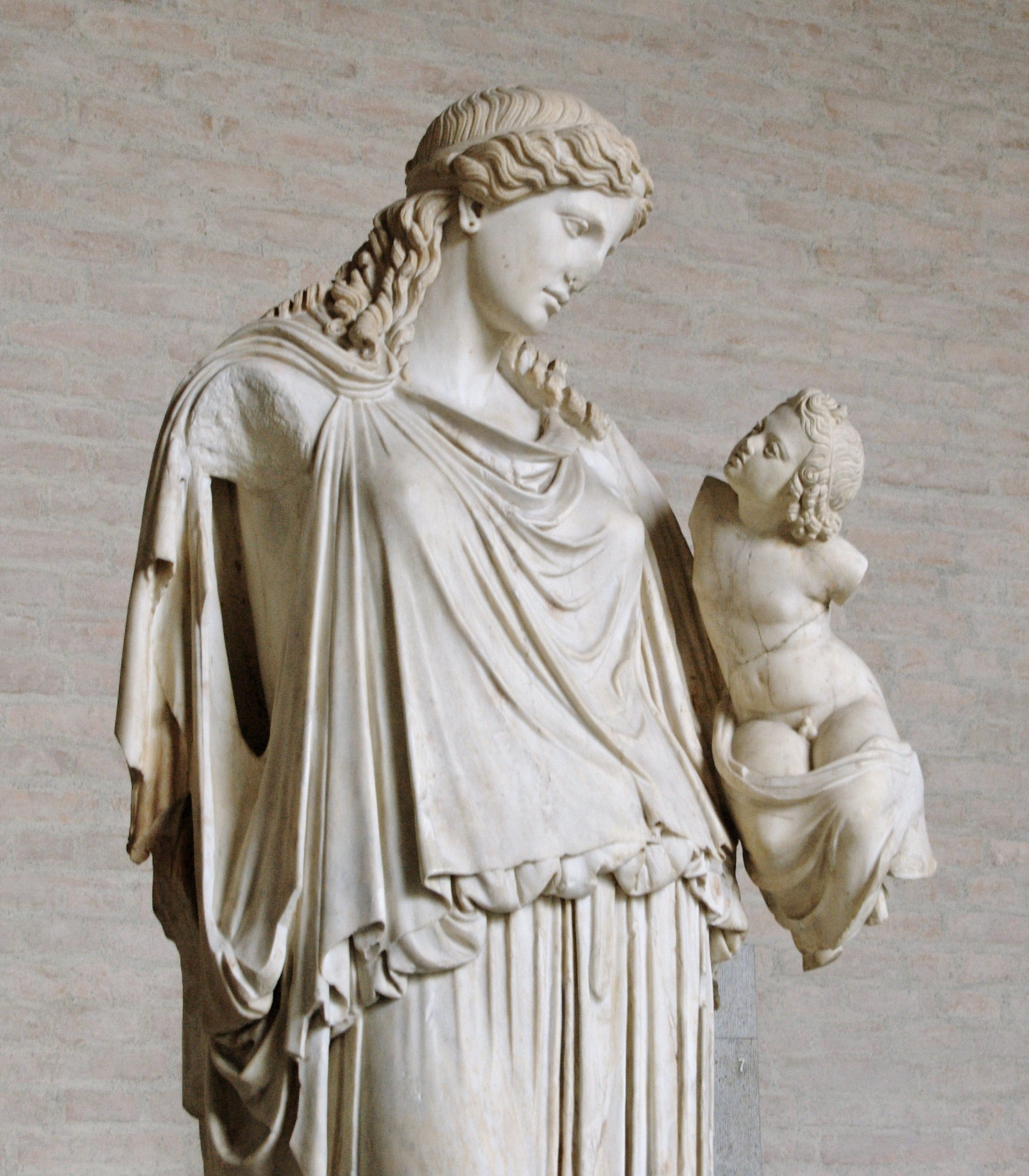
Eirene e il piccolo Pluto: copia romana da Cefisodoto il vecchio, statua votiva, ca. 375 a.C., dall'agorà di Atene. Monaco di Baviera, Gliptoteca 219.

Ebbe la massima fioritura intorno al 370 a.C. e fu capostipite di una famiglia di scultori; forse Prassitele era suo figlio.
La sua opera più nota è il gruppo bronzeo di Eirene e Pluto (personificazioni della pace e della ricchezza), dedicato sull'agorà di Atene presso l'altare di Eirene poco dopo il 375 a.C., per celebrare le vittorie della seconda lega navale attica guidata da Timoteo (Pausania, I, 8, 2; IX, 16, 1-2). Il gruppo ebbe molta fortuna e fu riprodotto frequentemente su monete, anfore panatenaiche e rilievi marmorei. Ne possediamo diverse copie di età romana la più completa delle quali si trova alla Gliptoteca di Monaco. Il trattamento del panneggio sembra ormai lontano dal virtuosismo postfidiaco, mentre il gioco di sguardi che lega le due figure sembra preludere all'umanità delle opere di Prassitele.
Tra le altre opere ricordate dalla letteratura antica vi sono un gruppo con le nove Muse per il santuario dell'Elicona eseguito in collaborazione con Strongilione e Olimpiostene (Paus., IX, 30, 1) e un Ermes in bronzo con in braccio il piccolo Dioniso ricordato da Plinio (Nat. hist., XXXIV, 50).